# Universal Records
Universal Records is een Amerikaans platenlabel dat in bezit is van de Universal Music Group.

## Geschiedenis
Het label werd in 1995 opgericht als Rising Tide Records. In 1996 werd de naam veranderd in Universal Records. In het begin van de jaren 2000 had het label succes met acts zoals 98 Degrees, Jack Johnson, Juvenile en Nelly. 
Vervolgens fuseerde Universal Records met Motown om Universal Motown Records te vormen waar het vandaag de dag onder opereert.

## Dochterondernemingen
- Blackground Records
- Cash Money Records
  - Young Money Entertainment
- Derrty Ent.
- Freedream
- New Door Records
- Republic Records
- Trill Entertainment
- Chamillitary Entertainment
- The Inc. Records
- Tug Entertainment
- Dope House Records
- MPire Records
- Latium Records